# فرانسيس وود
فرانسيس وود (بالإنجليزية: Frances Wood)‏ هي أمينة مكتبة ومؤرخة بريطانية، ولدت في 1948 في لندن في المملكة المتحدة.